# نورمن استینراد
نورمن استینراد (انگلیسی: Norman Steenrod؛ ۲۲ آوریل ۱۹۱۰ – ۱۴ اکتبر ۱۹۷۱) ریاضی‌دان اهل ایالات متحده آمریکا بود که بیشتر برای فعالیت‌هایش در زمینه توپولوژی جبری شناخته شده است.